# (3927) Feliciaplatt
(3927) Feliciaplatt est un astéroïde de la ceinture principale.

## Description
(3927) Feliciaplatt est un astéroïde de la ceinture principale. Il fut découvert le 5 mai 1981 à l'Observatoire Palomar par Carolyn S. Shoemaker et Eugene M. Shoemaker. Il présente une orbite caractérisée par un demi-grand axe de 2,19 UA, une excentricité de 0,14 et une inclinaison de 2,0° par rapport à l'écliptique.
Il est nommé d'après la mère de John Platt.

## Compléments